# بيل ألجيو
بيل ألجيو (بالإنجليزية: Bill Algeo؛ مواليد 9 يونيو 1989) هو مُقاتل فنون قتالية مختلطة أمريكي.

## وصلات خارجية
- بيل ألجيو على موقع يو إف سي (الإنجليزية)
- بيل ألجيو على موقع شيردوغ (الإنجليزية)
- بيل ألجيو على موقع Tapology.com (الإنجليزية)